# 浪漫の夏
『浪漫の夏』（ろうまんのなつ）は、日本のロックバンドであるTUBEの13作目のオリジナル・アルバム。
1993年6月16日にソニー・ミュージックレコーズから初回限定盤がリリースされ、同年6月19日に通常盤がリリースされた。ミニ・アルバム『Say Hello』（1993年）を経て前作『納涼』（1992年）よりおよそ1年振りにリリースされたフル・アルバムであり、全作詞を前田亘輝、全作曲を春畑道哉が手掛けサウンド・プロデュースはTUBE、総合プロデュースを長戸大幸が担当している。
本作のレコーディングは『Say Hello』に引き続きハワイのホノルルで行われた。様々な音楽性を導入した前作から一転、本作はTUBEとしてのスタンダードな音楽性を追求した内容になっており、書籍『地球音楽ライブラリー チューブ 改訂版』では「TUBE Rediscover TUBE」とも言うべき内容になっていると記している。
本作はオリコンアルバムチャートにおいて初登場から3週連続で第1位を獲得、売り上げ枚数は100万枚を超えたため日本レコード協会からミリオン認定を受け、1990年代におけるTUBEの代表作となった。本作からは先行シングルとしてTBS系帯バラエティ番組『ムーブ』（1992年 - 1993年）のエンディングテーマとして使用された「夏を待ちきれなくて」がシングルカットされた他、収録曲である「浪漫の夏」が大成建設のコマーシャルソングとして、「夢のフロリダ」がフジテレビ系バラエティ番組『週刊スタミナ天国』（1990年 - 1996年）のオープニングテーマとして使用された。

## 背景
初のミニ・アルバム『Smile』（1992年）をリリースしたTUBEは、同作を受けたコンサートツアー「TUBE LIVE AROUND '92 I Love Your Smile」を同年4月26日の綾瀬市文化会館公演を皮切りに、7月15日の厚木市文化会館公演まで39都市全45公演を実施した。ツアー中の6月13日には12作目となるアルバム『納涼』（1992年）をリリースした。その後野外ライブツアー「TUBE LIVE AROUND SPECIAL '92 夏だヨ! 全員集合」を同年8月7日のナゴヤ球場公演、8月16日の横浜スタジアム公演、8月30日の阪神甲子園球場公演の3都市全3公演を実施した。同ツアーのオープニングにおいて、前田亘輝はウェットスーツを着用し足にはサーフボードを取り付けた宙吊りの状態で登場し、初めて前田自身が体を張ったパフォーマンスを行ったことで聴衆から大歓声が上がることになった。以降、前田のオープニングパフォーマンスは恒例行事となった。
同年には日本プロサッカーリーグ（Jリーグ）初のリーグ戦が開始され、FIFAワールドカップの予選にて活躍していた全日本チームの影響もあり全国の若者を中心に盛り上がりを見せていた。春畑道哉は前年にJリーグのオフィシャル・テーマソングである「J'S THEME」（1992年）を制作していたために、前田と共に5月15日のオープニング・セレモニーに出演することになった。春畑は「J'S THEME」を中心としたミニ・ライブを行い、前田は開会式において「君が代」（1880年）の歌唱を行った。当日は国立競技場において横浜F・マリノスとヴェルディ川崎の試合が予定されており、約6万人の観衆がいる中でのパフォーマンスとなった。

## 録音、制作
TUBEのレコーディングは例年年末にシングルとアルバムの全体的な構想をメンバー4人がアイデアを持ち寄って決定し、メンバーからの楽曲に対する提案を基に春畑が曲制作を行う流れになっていた。春畑が曲制作を行っている間に、他のメンバーはそれぞれの担当楽器のパターンや前田は歌詞制作を行い、年明けのレコーディング準備を整えた上でスタッフと最終的な方向性を決めてスタジオ入りすることになっていた。レコーディングはドラムスの録音から始まり、実際にドラムス演奏を始める前に松本玲二の要望と角野秀行および春畑の要望を擦り合わせた上で方向性を確定することになっており、この時点でメンバーの誰かが納得しない場合は何度も再録音が行われるために膨大な時間を要することもあったという。春畑および角野はアレンジの構想を自身の中で組み立てながらそれに合わせた演奏を要求することがあり、それぞれの楽器担当者と共に試行錯誤を繰り返しながら曲制作を行うためにレコーディングの中で最も時間を要する時期となっている。その後ドラムス、ベース、ギター、キーボード、パーカッション、サックスなどすべての楽器の録音が終了しカラオケが完成した後に前田は作詞を開始、書き終えた曲から順次歌入れを行っていく流れになっていた。歌入れ終了後にはトラック・ダウンが開始されるが、メンバーの中で誰よりも敏感に音にこだわりを見せるのが角野であり、前田から「そんな微妙な音の違いなんて、聴いてる人には伝わらないよ」と言われても意に返さず、角野は自身が納得するまで作業を継続していた。角野は「そこまでやっても工場でCDにされる段階でまた微妙に音が変わっちゃうんだ。出来上がったものを聴いて、『なんだよ、こんな音作ってないぞ』って悔しい思いをすることもあって。だから、次からは工場に行って最終チェックをしたいくらいなんだけどね」と述べるなど音に対する強いこだわりを持っていた。
過去作のレコーディングにおいてTUBEは東京都内のスタジオに3～4か月程度籠りっぱなしになる状態であり、睡眠不足の状態でスタジオへ向かう際に渋滞に巻き込まれ、スタジオ到着後は朝方までレコーディングを行うようなハードなものとなっていた。しかし本作のレコーディングはミニ・アルバム『Say Hello』（1993年）と同様にハワイのホノルルでレコーディングが行われており、午前中は海で過ごした後に午後からスタジオ入りするという余裕のある状態となっていた。当初は日本の方が機材が優れていたためにハワイでのレコーディングに優位性を感じていなかったメンバーであったが、渋滞に悩まされずスタジオ入り出来る上に海が近いことから気分転換も容易であり、時間が過ぎると共に環境の良さを体感するようになっていた。また、精神的な面で余裕が出来たことがサウンドに大きく影響することをメンバーは改めて知ることになった。

## 音楽性と歌詞
前作『納涼』（1992年）においてTUBEは様々な音楽性を導入していたが本作においてはスタンダードな側面を打ち出しており、書籍『地球音楽ライブラリー チューブ 改訂版』では本作について「その意味では、TUBE Rediscover TUBEだ」と記している。本作収録曲の内、同書では「抱きしめてAgain」および「夏を待ちきれなくて」が「TUBE Rediscover TUBE」の代表格であると主張しており、「もうこれをやられたら誰もが一歩退くしかないだろう」と記している。同書ではTUBEのイメージを日本の夏に定着させたのはTUBE自身であると主張し、「バンドがそこまでのスタイルやそこまでのサウンドを確立できることは素晴らしい。偉大なバンドは常にそうした強固なスタイルを持っているものだ」と記している。
また歌詞に関しても同書では「TUBE Rediscover TUBEの方針がうかがえる」と主張しており、「Dream Forever」における核心的なメッセージが「あの頃は若かったなんて死んでも言いたくないという反骨精神」であることや、「夢見る星屑」における「一度や二度の挫折は当たり前という前向きさ」というメッセージ性はTUBEが持ち続けている価値観であると記している。また同書では「TUBE Rediscover TUBE」の方針において表面化されたのが「各方面での＜5人目のTUBE＞」の存在感であると主張、サウンド・アドバイザーでありキーボード担当の小野塚晃やB'zやZARDの生みの親であるプロデューサーの長戸大幸、「いいじゃん・ハワイアン」においてウクレレを演奏し前作収録曲である「ウルトラ・どぴーかん」においてはギターソロを披露したディレクターの小松久、ライブにおいても常連となっている伊藤一義など、デビュー当時からTUBEと共に制作に携わってきたスタッフがいるからこそ「TUBE Rediscover TUBE」が可能であったと同書では記している。また本作によってTUBEメンバーの成長が明確になっていると同書では主張しており、7作目のアルバム『Beach Time』（1988年）収録曲である「サヨナラMy Home Town」が11作目のアルバム『湘南』（1991年）収録曲である「茅ヶ崎Pipeline」、前作収録曲である「あばよMy School Days」から本作収録曲である「My Little Super Star」へと繋がっていく流れに関して、「旅立ち=卒業をテーマにしながらも、より高度な作品になっている」と指摘した上で「この楽曲に象徴されるように、自分達のスタンダードをやることで、一次元上にいるTUBEを見せた一作だ」と総括している。音楽ライターである藤井徹貫は、リリース当時に思春期の15歳に当たる人物は1978年生まれであると指摘し、ミュージシャンでは持田香織（Every Little Thing）、堂珍嘉邦（CHEMISTRY）、ファンキー加藤 (FUNKY MONKEY BΛBY'S)、矢井田瞳、長瀬智也 (TOKIO)などがその世代に当たると例に挙げた。また藤井は同時期にJ-POPという呼称が流通し始め、1980年代まで歌謡曲とフォークソングやロックなどの非歌謡曲の垣根が完全に崩壊した時期であり、SPEEDやモーニング娘。が崩壊の象徴であると主張している。本作収録曲の「浪漫の夏」もロックでありながらポップスでもあり、洋楽のようでありながら歌謡曲の要素も導入されているなどジャンル分けが不可能であるため、藤井は「最もJ-POPらしいJ-POPということなのかもしれない」と述べている。

## リリース、批評、チャート成績
| 専門評論家によるレビュー | 専門評論家によるレビュー |
| レビュー・スコア         | レビュー・スコア         |
| 出典                     | 評価                     |
| ------------------------ | ------------------------ |
| CDジャーナル             | 肯定的                   |

本作は1993年6月16日にソニー・ミュージックレコーズから初回限定盤として前作と同様のCDキャリングケースが付属した上にポストカード5枚が封入されたCDとしてリリースされ、同年6月19日に通常盤としてCDおよびCT、MDの3形態でリリースされた。本作の帯に記載されたキャッチフレーズは「みんな裸のOh! Summer」であった。本作からは同年5月12日に先行シングルとしてTBS系帯バラエティ番組『ムーブ』（1992年 - 1993年）のエンディングテーマとして使用された「夏を待ちきれなくて」がシングルカットされた他、本作収録曲である「浪漫の夏」が大成建設のコマーシャルソングとして、「夢のフロリダ」がフジテレビ系バラエティ番組『週刊スタミナ天国』（1990年 - 1996年）のオープニングテーマとして使用された。
音楽情報サイト『CDジャーナル』では、当時エルニーニョ現象によって冷夏になっていた影響で冷房の売れ行きが悪いことを挙げ、TUBEの作品の売れ行きを心配するコメントを記した上で、「納豆のように糸を引くTUBE節」の中に「女神達よそっとおやすみ」および「My Little Super Star」のような「泣かせるバラード」が組み込まれていることについて「今回もアレコレ楽しませてくれます」と肯定的に評価した。
本作はオリコンアルバムチャートにて、初回限定盤は初登場から3週連続第1位を獲得し登場週数は2回で売り上げ枚数は26.2万枚、通常盤は最高位第1位の登場週数14回で売り上げ枚数は64.1万枚となり、総合での売り上げ枚数は90.3万枚となった。最終的な売り上げ枚数は100万枚を超えてミリオンセラーとなり、書籍『地球音楽ライブラリー チューブ 改訂版』では「90年代のTUBEの代表作となった」と記されている。また、通常盤の売り上げ枚数はTUBEのアルバム売上ランキングにおいて第6位、初回限定盤の売り上げ枚数は第18位となっている。本作は2003年7月2日にはCD盤のみ再リリースされている。

## ツアー
本作リリース前にミニ・アルバム『Say Hello』を受けたコンサートツアーが「TUBE LIVE AROUND '93 Say Hello」と題して、1993年4月23日の伊勢原市民文化会館公演を皮切りに開始され、同年7月12日のグリーンホール相模大野公演まで37都市全45公演が行われた。また野外ライブツアーは「TUBE LIVE AROUND SPECIAL '93 だって夏じゃない」と題して、同年7月31日のキロロリゾート公演、8月4日のナゴヤ球場、8月8日の北九州ベイスクエア公演、8月15日の横浜スタジアム公演、8月31日の阪神甲子園球場公演の5都市全5公演が行われた。
同年に開幕したJリーグの影響を受け、野外ライブツアーにおいてメンバーはサッカーのユニフォームを着てステージに現れた。例年コンサートツアーにおいて奇抜なパフォーマンスを行っていたコーラス担当の伊藤一義であったが、1989年の野外ライブにおいてカスタネットを使用したパフォーマンスを行ったものの、「ただ遊ぶだけじゃおもしろくないし、カスタネットは小さいから後ろの人は見えないんじゃないか」との提案を受け、同ツアーでは伊藤自身がカスタネットの着ぐるみを着用した「カスタネットマン」に扮してステージに上がることになった。メンバーには不可能なパフォーマンスであり、書籍『地球音楽ライブラリー チューブ 改訂版』では「メンバーには絶対できないようなパフォーマンスでライヴを盛り上げてくれる、ライヴになくてはならない人だ」と記している。
さらにメンバーから「ありきたりのことじゃもうファンの人達は納得しないよ」と言われた伊藤は、ハワイアンショーを行うよう提案された。その提案はフラダンスではなく火の付いたたいまつを持ったパフォーマンスを行うものであり、引き受けてしまった伊藤は常磐ハワイアンセンターにおいて短期間で技を習得することになった。ライブ本番において命がけのパフォーマンスを行った伊藤に対して、メンバーやスタッフは心からの拍手を行っていたという。

## 収録曲
- CDブックレットに記載されたクレジットを参照[24]。

| #         | タイトル                   | 作詞      | 作曲      | 編曲      | 時間  |
| --------- | -------------------------- | --------- | --------- | --------- | ----- |
| 1.        | 「浪漫の夏」               | 前田亘輝  | 春畑道哉  | TUBE      | 4:33  |
| 2.        | 「夢のフロリダ」           | 前田亘輝  | 春畑道哉  | TUBE      | 3:03  |
| 3.        | 「抱きしめてAgain」        | 前田亘輝  | 春畑道哉  | TUBE      | 4:04  |
| 4.        | 「夏は女も…」              | 前田亘輝  | 春畑道哉  | TUBE      | 4:46  |
| 5.        | 「女神達よそっとおやすみ」 | 前田亘輝  | 春畑道哉  | TUBE      | 5:26  |
| 6.        | 「夏を待ちきれなくて」     | 前田亘輝  | 春畑道哉  | TUBE      | 4:34  |
| 合計時間: | 合計時間:                  | 合計時間: | 合計時間: | 合計時間: | 26:26 |

| #         | タイトル                   | 作詞      | 作曲      | 編曲      | 時間  |
| --------- | -------------------------- | --------- | --------- | --------- | ----- |
| 7.        | 「いいじゃん・ハワイアン」 | 前田亘輝  | 春畑道哉  | TUBE      | 4:53  |
| 8.        | 「My Little Super Star」   | 前田亘輝  | 春畑道哉  | TUBE      | 5:07  |
| 9.        | 「夏よお願い」             | 前田亘輝  | 春畑道哉  | TUBE      | 3:59  |
| 10.       | 「Dream Forever」          | 前田亘輝  | 春畑道哉  | TUBE      | 4:20  |
| 11.       | 「夢見る星屑」             | 前田亘輝  | 春畑道哉  | TUBE      | 4:31  |
| 合計時間: | 合計時間:                  | 合計時間: | 合計時間: | 合計時間: | 22:50 |

## スタッフ・クレジット
- CDブックレットに記載されたクレジットを参照[25]。

### TUBE
- 前田亘輝
- 春畑道哉
- 角野秀行
- 松本玲二

### 参加ミュージシャン
- 小野塚晃 – キーボード、サウンド・アドバイザー
- 沓野行秀 – パーカッション
- 勝田一樹 – サックス
- 小林太 – トランペット
- 下神竜哉 – トランペット
- 野村裕幸 – トロンボーン
- 小松“ハワイアン”久 – ウクレレ
- 伊藤“リンダ”一義 – コーラス
- 栗林誠一郎 – コーラス
- 牧穂エミ – コーラス
- IKKITAI – コーラス

### 録音スタッフ
- TUBE – サウンド・プロデューサー
- 長戸大幸（ビーイング） – プロデューサー
- 小松久（ビーイング） – ディレクター
- 池田大介 – アシスタント・ディレクター
- 相原雅之（ティーズスタジオ） – レコーディング・エンジニア、ミキシング・エンジニア
- 島田勝弘（スタジオバードマン） – レコーディング・エンジニア
- 市川孝之（スタジオバードマン） – レコーディング・エンジニア
- 川上義明（スタジオバードマン） – レコーディング・エンジニア
- 青木良樹（スタジオバードマン） – レコーディング・エンジニア
- 蓮田尚紀（スタジオバードマン） – レコーディング・エンジニア
- 三橋真理（ティーズスタジオ） – レコーディング・エンジニア
- 高桑心（ティーズスタジオ） – アシスタント・エンジニア
- 斎藤美々子（ティーズスタジオ） – アシスタント・エンジニア
- 豊田稔（スタジオバードマン） – アシスタント・エンジニア
- マイク・マキノ（オーディオリソースホノルル） – アシスタント・エンジニア
- アキオ・ウエダ（オーディオリソースホノルル） – アシスタント・エンジニア
- 田中健一 – ギター・テクニシャン
- トム・トエダ（メディウスエンターテインメント、ニューヨーク） – ホノルル・プロダクション・コーディネーション
- 中島正雄（ビーイング） – スーパーバイザー

### 美術スタッフ
- 鈴木謙一（ビーイング） – アート・ディレクション
- 東郷武司（ビーイング） – デザイン
- 杉山芳明 – 写真撮影
- 吉田和則 – ヘアー&メイク・アップ
- 安井いち子（アイム） – スタイリスト
- 仁張明男（ソニー・レコーズ） – クリエイティブ・コーディネーション

### その他スタッフ
- システムクラフト（小島一成） – サンクス
- モリダイラ楽器（山口峰人） – サンクス
- ゾディアック・ワークス（松崎淳）
- プロマークジャパン（英語版）（小坂辰男） – サンクス
- ヤマハ R&D – サンクス
- カスタムオーディオジャパン – サンクス
- ニコルクラブ – サンクス
- LQ – サンクス
- ロートレアモン – サンクス
- ベネトン – サンクス
- シスレー – サンクス
- 安井滋男 (SEAS) – スペシャル・サンクス
- 宮澤清人（サザンコーポレーション） – スペシャル・サンクス
- スティーヴ・K・望戸 – スペシャル・サンクス
- 岡田ジュリー – スペシャル・サンクス
- トニー・ヒューガー – スペシャル・サンクス
- ミラン・ベルトーサ – スペシャル・サンクス
- ロビン・デイヴィス（オーディオリソースホノルル） – スペシャル・サンクス
- Dr.成田 & His Family – スペシャル・サンクス
- 津田敏忠（ホワイトミュージック） – アーティスト・マネージメント
- 会川聡（ぐあんばーる） – アーティスト・マネージメント
- 末松正雄（ホワイトミュージック） – アーティスト・マネージメント
- Ading – プロモーション・オフィス
- 橋爪健康（ソニー・ミュージックレコーズ） – エグゼクティブ・プロデューサー
- 菅原潤一（ぐあんばーる） – エグゼクティブ・プロデューサー

## チャート、認定
| チャート         | 最高順位 | 登場週数 | 売上数   | 備考       | 出典   |
| ---------------- | -------- | -------- | -------- | ---------- | ------ |
| 日本（オリコン） | 1位      | 2回      | 26.2万枚 | 初回限定盤 | [ 20 ] |
| 日本（オリコン） | 1位      | 14回     | 64.1万枚 | 通常盤     | [ 20 ] |

| 国/地域 | 認定組織         | 日付       | 認定             | 売上数     | 出典   |
| ------- | ---------------- | ---------- | ---------------- | ---------- | ------ |
| 日本    | 日本レコード協会 | 1993年6月  | プラチナ         | 400,000+   | [ 26 ] |
| 日本    | 日本レコード協会 | 1993年7月  | ダブル・プラチナ | 800,000+   | [ 27 ] |
| 日本    | 日本レコード協会 | 1993年10月 | ミリオン         | 1,000,000+ | [ 2 ]  |

## リリース日一覧
| No. | リリース日    | レーベル                                     | 規格         | カタログ番号 | 備考                   | 出典                 |
| --- | ------------- | -------------------------------------------- | ------------ | ------------ | ---------------------- | -------------------- |
| 1   | 1993年6月16日 | ソニー・ミュージックレコーズ                 | CD           | SRCL-2647～8 | 初回限定盤             | [ 20 ] [ 28 ] [ 29 ] |
| 2   | 1993年6月19日 | ソニー・ミュージックレコーズ                 | CD           | SRCL-2649    | 通常盤                 | [ 20 ] [ 16 ] [ 30 ] |
| 3   | 1993年6月19日 | ソニー・ミュージックレコーズ                 | CT           | SRTL-1866    |                        | [ 20 ] [ 4 ]         |
| 4   | 1993年6月19日 | ソニー・ミュージックレコーズ                 | MD           | SRYL-7110    |                        | [ 28 ] [ 31 ]        |
| 5   | 2003年7月2日  | ソニー・ミュージックアソシエイテッドレコーズ | CD           | AICL-1464    |                        | [ 4 ] [ 32 ] [ 33 ]  |
| 6   | 2012年11月7日 | ソニー・ミュージックレーベルズ               | AAC-LC       | -            | デジタル・ダウンロード | [ 34 ]               |
| 7   | 2012年11月7日 | ソニー・ミュージックレーベルズ               | ロスレスFLAC | -            | デジタル・ダウンロード | [ 35 ]               |